# Esquirol volador de Caixmir
L'esquirol volador de Caixmir (Eoglaucomys fimbriatus) és una espècie de rosegador de la família dels esciúrids. Viu a l'Afganistan, l'Índia i el Pakistan. El seu hàbitat natural són els boscos de coníferes de montà. Es creu que no hi ha cap amenaça significativa per a la supervivència d'aquesta espècie, tot i que algunes poblacions estan afectades per la tala d'arbres, desordres civils i la seva caça com a aliment o animal de companyia.